# Ceux de la soif
Ceux de la soif est un roman de Georges Simenon. Écrit en Polynésie française en 1935, il est paru en 1938.

## Résumé
Le professeur Müller vit depuis cinq ans sur une île des Galápagos, en compagnie de Rita ; ils ont depuis peu des voisins, les Herrmann, venus pour soigner la maladie de leur fils Jef, tuberculeux et épileptique. Tous les six mois, une goélette amène des vivres et quelques commissions.
La vie suit son cours habituel jusqu'au jour où débarque sur l'île l'excentrique et insupportable comtesse Von Kleber, flanquée de deux gigolos, Nic et Kraus. Elle aussi entend faire retour à la nature, mais d'une manière très particulière : elle entreprend en effet de construire un hôtel où elle accueillera les touristes en mal de tranquillité et de dépaysement ; ce sera une maison en bois, baptisée « Hôtel du Retour à la Nature ». Ses journées se passent à attendre les yachts de ses amis, qui lui apporteront non seulement des provisions, mais aussi les cigarettes et le whisky dont elle ne peut se passer. Les choses ne tardent pas à se gâter sur l'île. La comtesse fait la noce avec Nic et les visiteurs de passage. La situation devient de plus en plus tendue entre les occupants ; une querelle éclate, à la saison sèche, à propos d'une source que les nouveaux venus utilisent sans égard pour leurs compagnons.
Le jeune Kraus, qui ne peut plus supporter cette existence, s'en va à bord d'un canot, en compagnie d'un guide : on apprendra plus tard que l'embarcation a fait naufrage et que Kraus s'est noyé. Un jour, Nic et la comtesse disparaissent : on suppose qu'ils ont préféré, eux aussi, mettre fin à leurs jours plutôt que d'avouer l'échec de leur tentative. Enfin, le professeur Müller, exaspéré par la tournure qu'ont prise les événements, meurt d'une crise d'apoplexie, tandis que Rita rentre en Allemagne.

## Aspects particuliers du roman
Le trouble que jettent la vie en société et l’érotisme dans l’existence simple et fruste d’un petit groupe d’Allemands. L’échec conscient du professeur Müller est une expérience positive en ce qu’elle prouve l’utopie des « îles enchantées » où « la nature se défend elle-même contre l’orgueil des hommes ».
Le roman est basé sur une histoire réelle qui eut lieu au début des années 1930 sur l'île Floreana dans l'archipel des Galapagos. Simenon l'avait déjà évoquée dans une série d'articles parue en février 1935 dans Paris-Soir.

## Fiche signalétique de l'ouvrage

### Cadre spatio-temporel

#### Espace
Une île déserte des Galápagos dénommée Floréana dans le roman.

#### Temps
Époque contemporaine.

### Les personnages

#### Personnage principal
Frantz Müller, Allemand. Médecin et professeur d’université à Berlin, auteur d’ouvrages de philosophie. Divorcé. 50 ans.

#### Autres personnages
- Rita Ehrlich, 32 ans, mariée à un collègue de Müller qu’elle a quitté pour suivre ce dernier.
- Herrmann, préparateur à l’université de Bonn, son épouse et leur petit garçon
- La comtesse Von Kleber
- Nic Arenson, son principal « mari »,
- Kraus, jeune Allemand, 20 ans, homme à tout faire de la comtesse.

## Éditions
- Édition originale : Gallimard, 1938
- Folio Policier n° 100, 1999  (ISBN 978-2-07-040822-1)
- Tout Simenon, tome 20, Omnibus, 2003  (ISBN 978-2-258-06105-7)
- Romans durs, tome 3, Omnibus, 2012  (ISBN 978-2-258-09357-7)
- Romans durs, tome 3, Omnibus, 2023  (ISBN 978-2-258-20260-3)

## Adaptation
- 1989 : Ceux de la soif, téléfilm français réalisé par Laurent Heynemann, d'après le roman éponyme de Simenon, avec Bruno Cremer et Mimsy Farmer